# 매슈 센트로위츠
매슈 센트로위츠 주니어(영어: Matthew Centrowitz Jr., 1989년 10월 18일~)는 미국의 육상 선수로 주 종목은 중거리 달리기이다. 2016년 하계 올림픽에서 남자 1500m 금메달을 획득했으며 1908년 멜 셰퍼드 이후 108년 만에 올림픽 남자 1500m에서 우승한 선수가 되었다.  
아버지인 맷도 미국 국가대표 육상 선수로 활동했다.